# حمیدرضا افشار
حمیدرضا افشار (زاده تهران-ایران) کارگردان بازیگر تئاتر، سینما، رادیو تلویزیون ایرانی است.

## سوابق تحصیلی
- دکترا در مطالعات اجرا و فیلم (Film – Performance) ـ رویال هالووی، دانشگاه لندن- ۱۳۸۷؛
- کارشناسی ارشد بازیگری کارگردانی ـ دانشگاه تربیت مدرس- ۱۳۷۳
- کارشناسی بازیگری کارگردانی ـ دانشگاه تهران- ۱۳۷۰
- دبیرستان دارالفنون تهران- ۱۳۵۵

## حوزه‌های تحقیقاتی
- پرفورمنس، تئاتر پست مدرن و مطالعات بینا رسانه‌ای.
- تئاتر فیزیکال و تجربی.
- تعزیه، تئاتر ایرانی.
- تئاتر رادیویی، تله تئاتر.
- اقتصاد تئاتر.
- تئاتر انگلستان.
- سینمای مدرن ایران، سینمای مدرن انگلستان.
- Experimental Theatre
- Physical Theatre
- Postmodern Theatre
- (Performance (Theory , Practice, Studies
- Mostafa Rameshk Life and Works

## آثار

### چاپ کتاب
- تئاتر شنیداری - شرکت گسترش پژوهش‌های فرهنگی-۱۳۹۱
- انتشارات کتاب پنج- سینمای وندرس و فیلم جاده‌ای-۱۳۹۱
- کتاب شکپیر در سینما - شرکت گسترش پژوهش‌های فرهنگی-۱۳۹۱
- کتاب اصول تهیه‌کنندگی رادیو-شرکت گسترش پژوهش‌های فرهنگی-۱۳۹۰
- بررسی تحلیلی تئاتر قبل و بعد از انقلاب

### کارگردانی تئاتر
- ۱۳۹۷ -رویال آلبرت هال-لندن
- ۱۳۹۱ - داستان سیاوش - بر اساس روایت شاهرخ مسکوب، تالار وحدت.
- ۱۳۷۳ - نمایشنامه کبودان و اسفندیار - نویسنده آرمان امید، تالار مولوی.
- ۱۳۶۹ - نمایشنامه شاه اسکوریال - نویسنده میشل دوگلدرود، تالار مولوی.
- ۲۰۰۱ -Taziyeh. Iranian Pason Play. Iranian Cultural Center. London.
- ۲۰۰۲ -Traditional Iranian Play at University of Manchester/ Warwick/ Birmingham

### بازیگری تئاتر
- ۱۳۷۵ - دندان گراز - نوشته و کارگردانی صادق هاتفی، تالار سنگلج.
- ۱۳۷۴ - اقلیما - نوشته اعظم بروجردی، کارگردان دکتر محمود عزیزی، خانه نمایش.
- ۱۳۷۳ - بهرام چوبینه - نویسنده: سیامک تقی‌پور، کارگردان دکترقطب‌الدین صادقی، تئاتر شهر.
- ۱۳۷۰ - کوله بار - نویسنده: فرهاد ناظر زاده کرمانی، کارگردان دکتر ابوالقاسم کاخی، تالار مولوی.
- ۱۳۶۹ - شاه اسکوریان- حمید رضا افشار، تالار مولوی.
- ۱۳۶۸ - مک برد - نویسنده: باربارا گارسن، کارگردان دکتر تاجبخش فنائیان، تالار وحدت.
- ۱۳۶۸ - آرش - نویسنده: بهرام بیضایی، کارگردان دکترقطب‌الدین صادقی، خانه نمایش.
- ۱۳۶۷ - دایی وانیا - نویسنده: چخوف، کارگردان محمد رحمانیان، تالار مولوی.
- ۱۳۶۷ - شعله‌های سرکش تاریکی - مهین اسکویی، خانه نمایش.
- ۱۳۶۶ - مرگ فروشنده - نویسنده: آرتور میلر، کارگردان محمد رحمانیان، تالار مولوی.
- ۱۳۶۶ - آژاکس - نویسنده: سوفکل، کارگردان دکتر قطب‌الدین صادقی، تئاتر شهر.
- ۱۳۵۷ - بازی قتل‌عام - نویسنده: اوژن یونسکو، کارگردان آشور بانی پال بابلا، تئاتر شهر.

### بازیگری سینما
- ۱۳۹۵ - قاتل اهلی - مسعود کیمیایی.
- ۱۳۹۰ - محرمانه تهران - مهدی فیوضی.
- ۱۳۹۰ - پروانگی  - قاسم جعفری.
- ۱۳۸۸ - حکم رئیس  - عادل تبریزی.
- ۱۳۸۷ - محاکمه در خیابان - مسعود کیمیایی.
- ۱۳۸۵ - رئیس - مسعود کیمیایی.
- ۱۳۷۹ - سفر به فردا - حسین حقیقی.
- ۱۳۷۹ - شوکران - بهروز افخمی.
- ۱۳۷۲ - سایه خیال - علی ژکان.
- ۱۳۷۰ - همة دختران من - رجب محمدین.
- ۱۳۵۱ - رگبار - بهرام بیضایی.

### بازیگری سریال تلویزیونی
- ۱۳۹۰ - لبه آتش - جواد افشار، شبکه اول سیما
- ۱۳۸۰ - خانه پدری - فریدون حسن‌پور، شبکه سوم سیما
- ۱۳۸۰ - شب دهم - حسن فتحی، شبکه سوم سیما
- ۱۳۸۰ - رستوران خانوادگی - حسین سهیلی‌زاده، (یک قسمت، بازیگر میهمان)
- ۱۳۷۹ - مسافر - سیروس مقدم
- ۱۳۷۸ - دوستان خوب - فریدون حسن‌پور شبکه سوم سیما
- ۱۳۷۵ - دست‌های آلوده - حسین فرخی
- ۱۳۷۴ - بیا تا گل برافشانیم - خسرو ملکان، شبکه پنجم سیما
- ۱۳۷۲ - ضلع ششم - مسعود فروتن، شبکه اول سیما
- ۱۳۶۹ - سریال تلویزیون معلم - مجید قناد، شبکه سوم سینما

### بازیگری تله تاتر
- ۱۳۸۸ - تئاتر تلویزیونی آقای توپاز، به کارگردانی دکتر سعید کشن فلاح، شبکه چهار.
- ۱۳۷۹ - تئاتر تلویزیونی قضیه اُپنهایمر، به کارگردانی دکتر محمود عزیزی شبکه چهار.
- ۱۳۷۷ - تئاتر تلویزیونی شعبده باز، به کارگردانی دکتر پروانه مژده شبکه چهار.
- ۱۳۷۷ - تئاتر تلویزیونی ولایت عشق، به کارگردانی کورش نریمانی، شبکه دوم سیما.

### بازیگری تله فیلم
- ۱۳۹۰ - فیلم تلویزیونی مارپیچ - جواد افشار، شبکه اول سیما.
- ۱۳۸۸ - فیلم تلویزیونی دو روز در جاده - شاهین باباپور، شبکه اول سیما.
- ۱۳۷۹ - فیلم تلویزیونی بازنشستگی - رضا فیاضی، شبکه دوم سیما.
- ۱۳۷۰ - فیلم تلویزیونی باران عشق - فریدون حسن‌پور، شبکه پنج سیما.

### برنامه رادیویی
- ۱۳۹۲ - داور چهارمین جشنواره نمایشهای رادیویی - مرکز هنرهای نمایشی رادیو.
- ۱۳۸۴ - تهیه کنندگی و اجرای ده برنامه رادیویی صدای صحنهBaran on Line Radio - لندن.
- ۷۴- ۱۳۷۰ - کارگردانی بیست و دو نمایش رادیویی - واحد نمایش، رادیو سراسری.
- ۱۳۷۳ - تهیه کنندگی و اجرای برنامه رادیویی گزارش علمی کودک و نوجوان - پنجاه و دو قسمت، رادیو سراسری.
- ۱۳۷۳ - تهیه کنندگی ویژه برنامه رادیویی «زهره شرق» - ده قسمت، رادیو فرهنگ.
- ۱۳۶۷ - بازیگری در سی و هفت نمایش رادیویی - واحد نمایش، رادیو سراسری.

### کارگردانی فیلم کوتاه
- ۱۳۸۸ - کارگردانی فیلم مستند«آقای کیمیایی» - کارگاه آزاد فیلم.
- ۱۳۶۵ - کارگردانی فیلم کوتاه«تشنه زیربار یخ» - کانون شماره ۲ فیلم تهران، فرهنگسرای نیاوران.
- ۱۳۶۵ - کارگردانی فیلم کوتاه ۱۶ میلیمتری «کاری که زندگی است» -سینمای آزاد ایران.

## جوایز
- تندیس اول درحمایت از کودکان مبتلا به سرطان -موسسه خیریه حمایت از کودکان مبتلا به سرطان محک
- بورس تحصیلی در رشتة مطالعات سینما و تئاتر، مقطع دکتری، دانشگاه رویال هالوی دانشگاه لندن- ۱۳۸۱
- بورس تحصیلی در رشتة مطالعات سینما و تئاتر، مقطع دکتری، وزارت علوم تحقیات و فناوری- ۱۳۸۰
- رتبه دوم تهیه‌کنندگی و کارگردانی برنامة رادیویی جشنواره منطقه‌ای تولیدات رادیو و تلویزیون ABU
- رتبه اول کارگردانی تئاتر دوازدهمین جشنواره بین‌المللی فجر- ۱۳۷۲
- رتبه اول مسابقه قصه‌نویسی، روزنامه اطلاعات- ۱۳۵۶
- رتبه اول مسابقه قصه‌نویسی جوانان، روزنامه کیهان- ۱۳۵۵
- رتبة اول بازیگری تئاتر، استان تهران، دبیرستان دارالفنون، آموزش و پرورش استان تهران- ۱۳۵۵

### فعالیت‌های پژوهشی، سمینار (سخنرانی و ارائه مقاله)

#### مقاله
- بررسی تطبیقی آیین باران خواهی هدرسه و پرفورمنس بر اساس نظریه اجرا شکنر-جستارنامه فرهنگ و هنر پارسی-حمیدرضا افشار، یوسف شهریاری زاده -۱۴۰۱
- بررسی تحلیلی خلق شخصیت بر اساس تکنیک های عملی تری شرایبر-فصلنامه تئاتر-1401
- زیبایی شناسی فرم دیداری در فیلم های بهرام توکلی -نامه هنرهای نمایشی و موسیقی-1401
- پژوهشی در دراماتورژی بازیگر براساس ساختار درونی(نیروی ارگانیک) و ساختار بیرونی (نیروی دینامیک) اجرا در تئاتر پست مدرن-کیمیای هنر-1401
- مفهوم (ديرند) در فلسفه ي هانري برگسون و تاثير آن بر روايت در جنبش سينماي هنري ايران- پژوهشگاه  علوم انسانی و مطالعات فرهنگی فصلنامه غرب شناسی بنیادی -۱۴۰۰
- پديدار شناسي مكان وفضا در صحنه تئاتر باتوجه به نظريات نوربرگ شولتز ( كارگرداني نمايش اينشتين در ساحل رابرت ويلسون)- کیمیای هنر -۱۳۹۹
- بررسي ساختار ديداري فيلم هاي اصغر فرهادي با برسي سه فيلم جدايي نادر از سيمن، درباره الي گذشته- نامه هنرهای نمایشی و موسیقی -۱۳۹۷
- بررسي تحليلي دراماتورژي بازيگر در فضاي ديناميك تئاتر پست مدرن-فصلنامه تئاتر-1397
- بررسی افعال بدنی در عرفان اسلامی به عنوان زمینه ای برای اجرای بازیگر مسلمان-فصلنامه پژوهش نامه مذاهب اسلامی-1397
- بررسی تحلیلی سیر تکوینی بازیگری از قرارداد تا متداکتینگ- مجله علمی پژوهشی علوم انسانی و هنر -۱۳۹۶
- مطالعه تطبيقي و چگونگي فرآيند تبديل ميزانسن نمايش راديويي باينورال به سورند با رويكرد فني- هنرهای زیبا -۱۳۹۶
- آموزش عالی هنر و خصوصی سازی-فصلنامه انشاء نویسندگی-۱۳۹۵
- شيوه ي نگارش نمايش راديوي سه بعدي بر اساس نظريه تخيل با مطالعه موردي نمايش باينورال اتاق بازجويي- فصلنامه تئاتر -۱۳۹۵
- تحليل اجتماعي تكوين موج نوي سينماي كرد بر بستر سينماي قومي ايران- فصلنامه مطالعات فرهنگی و ارتباطات -۱۳۹۵
- بررسي امر وقع در سينماي اصغر فرهادي بر اساس آرا اسلاوي ژيژك-نشریه نامه هنرهای نمایشی و موسیقی-۱۳۹۵
- کارکرد نظریه های جامعه شناسی در تحلیل فیلم مطالعه موردی تحلیل فیلم " لاک پشت ها هم پرواز می کنند"-جامعه پژوهی فرهنگی سال ششم پاییز-۱۳۹۵
- بررسی ماهیت نقوش برجسته و مجسمه های کشف شده در گوبکلی تپه-مجله علمی و پژوهشی علوم انسانی و هنر-1394
- هنر وزیبایی از نگاه شهاب الدین سهروردی و تاثیر حکمت نوری ایشان بر نگارگری اسلامی -مجله علمی و پژوهشی علوم انسانی و هنر -۱۳۹۵
- بررسی تحلیلی تکنیک های بازیگری مقابل دوربین با تاکید بر متداکتینگ (  مارلون براندو دنیل دی لوئیز)- فصلنامه علمی پژوهشی ادبیات تحلیلی و تطبیقی -۱۳۹۵
- بازتولیدپذیری آثار کلاسیک در تئاتر مدرن-فصلنامه تئاتر-۱۳۹۴
- مقایسه لی استراسبرگ، استلاآدلر و سنفورد مایسنر در روند تمرینات بازیگر از درون به بیرون و از بیرون به درون-فصلنامه تئاتر-۱۳۹۴
- ارائه مقاله " اقتصاد و نقش آن در توسعه تئاتر ایران" مجله علمی پژوهشی هنرهای زیبا-۱۳۹۲
- الگوهای بازمانده در اجراهای معاصر-۱۳۹۲
- ارائه مقاله" یادنامه دکتر ناظرزاده کرمانی" در نشریه خانهٔ هنرمندان ایران- ۱۳۹۲
- مقاله علمی و پژوهشی " بررسی و نقش اقتصاد در توسعهٔ نظام آموزش عالی هنر"در ماهنامه انشاو نویسندگی-۱۳۹۱
- مقاله در فصل نامه علمی پژوهشی مشرق موعود " آرمانشهر در اندیشهٔ سیاسی غرب و بازتاب آن در تئاتر معاصر"-۱۳۹۱
- ارائه مقاله در پنجمین جشنواره تئاتر ماه با عنوان " تکامل تئاتر دینی با حوزه هنری"۱۳۸۷
- ارائه مقاله" رشد تئاتر حصوصی در ایران " -نشریه خانهٔ هنرمندان ایران –۱۳۹۱
- نمایش رادیویی به عنوان مقدمه‌ای بر درام-مرکز هنرهای نمایشی رادیو-۱۳۹۱
- خاستگاه آرمان شهر در غرب و بازتاب آن در تئاتر معاصر"هشتمین همایش بین‌المللی دکترین مهدویت-۱۳۹۱
- ارائه مقاله " خصوصی سازی اقتصاد تئاتر در ایران"- دانشگاه هنر- دانشکده سینماو تئاتر-۱۳۹۰
- روضه الشهدا و هنرهای نمایشی درایران، معاونت علمی- پژوهشی، فرهنگستان هنر- ۱۳۸۰
- تاویل زیباشناختی و اجتماعی هنر، جامعه‌شناسی فرهنگستان هنر، ایران- ۱۳۸۵
- Analysis of performance components in Robert Wilsons performance style- Journal of Educational Psychology-2020
- Investigation of the performance Indicators in Foreman s Performance Method- Jornal of Economics and Administrative Sciences-2020
- -Ta’ziyeh Ritual Performance: a Theatrical Event- The Babbler Journal 2019
- The Effect Of Achaemenid Art On Performance Semiotics-2019
- Emotional Intelligence in Persian culture and the application of it in actors non-verbal behavior-2019
- Ritual Drama in Iran (Taziyeh) -2018
- The Functionality of Clothing in Coexistence with The Postmodern Theater-- The Operating Theatre Journal 2018
- The study and assess impact of Dress functionality in symbiosis During the post-modern art- The Babbler Journal-2017
- Taziyeh in History and performance NTQ, New theater Quarterly Cambridge university press- 2002

#### سمینار
- آرمان شهر و بازتاب آن در تئاتر معاصر ایران-۱۳۹۶
- سمینار بین‌المللی فرهنگ و هنر دوران قاجار، فرهنگستان هنر- ۱۳۸۸
- سمینار علمی ایران و یونان «دیدار دوباره» بزرگداشت نیکوس کازانتزاکیس، کتابخانه ملی جمهوری اسلامی ایران- ۱۳۸۷
- گردهمایی مکاتبات هنری، ظهور و بروز اندیشه و عناصر بنیادی در تعزیه، فرهنگستان هنر- ۱۳۸۵
- سمینار اقتصاد و هنر، اقتصاد تئاتر، فرهنگستان هنر، تهران- ۱۳۸۴
- سومین هم‌اندیشی جهانی شدن و هنر، بررسی تحولات و پویایی درهنر و ارتباطات، فرهنگستان هنر، نیاوران- ۱۳۸۴
- سمینار بین‌المللی هنر، معنای زیبایی، رسانه، هنر، زیبایی، موزة هنرهای معاصر، تهران- ۱۳۸۰
- سمینار بزرگداشت فرهیختگان تئاتر ایران دکتر فرهاد ناظرزاده کرمانی، دانشگاه هنر تهران- ۱۳۷۸
- سمینار علمی تئاتر،Taziyeh Iranian Passion Play، دانشگاه ادینبورو، ادینبورو / انگلستان- ۲۰۰۴
- کنفرانس سالانة علمی دانشجویان ایرانی، تئاتر ایرانی، دانشگاه بیرمنگام، بیرمنگام/ انگلستان- ۲۰۰۳
- کنفرانس زبان و ادبیات فارسی، کارکرد گفتمان ادبیات و هنر، مرکز اسلامی انگلیس، دانشگاه SOAS،انگلستان- ۲۰۰۲

#### سخنرانی
- سخنرانی در برنامه های بزرگداشت هفته پژوهش -1400
- نشست مجازی با عنوان انقلاب در قاب سینما-1397
- قابليت هاي لباس در همزيستي با هنر دوران پست مدرن-۱۳۹۶
- بررسی پرفورمنس و مکان های رویداد محور در بافت های فرسوده-۱۳۹۶

### برگزاری کارگاه‌های آموزشی
- کارگاه آموزشی ورود به پرفورمنس- همکاری دانشگاه هنر تهران و دانشگاه هنراوترخت هلند-۱۳۹۲
- کارگاه دانش افزایی و توانمند سازی اعضای هیئت علمی در زمینه فرهنگی، تربیتی، اجتماعی- دفتر نهاد-۱۳۹۲
- کارگاه آموزشی روش تحقیق در هنر- معاون پژوهشی دانشگاه هنر- ۱۳۹۲
- کارگاه body Art در دانشکده سینما و تئاتر -۱۳۹۲
- کارگاه آشنایی با نحوه نگارش پیشنهادیه تحقیق - وزارت علوم، تحقیقات و فناوری-۱۳۹۱
- کارگاه روش تحقیق در علوم انسانی و هنر-وزارت علوم، تحقیقات و فناوری-۱۳۹۱
- کارگاه آشنایی با اصول و مبانی پژوهش‌های کیفی-وزارت علوم، تحقیقات و فناوری-۱۳۹۱
- کارگاه آموزشی نمایش رادیویی-مرکز هنرهای نمایشی رادیو –۱۳۹۱
- کارگاه آموزشی فیزیکال تاتر-خانه هنرمندان-۱۳۹۱
- کارگاه نحوهٔ داوری مقالات علمی پژوهشی و علمی ترویجی برای نشریات فارسی زبان- وزارت علوم، تحقیقات و فناوری-۱۳۹۰
- کارگاه آشنایی با شیوه‌های تولید و چاپ مقاله‌های علمی در مجلات آی. اس. آی- وزارت علوم، تحقیقات و فناوری-۱۳۹۰
- کارگاه آشنایی با اصول و مبانی پژوهش‌های کیفی- وزارت علوم، تحقیقات و فناوری-۱۳۹۰
- کارگاه آموزشی پرفرمینگ آرت-فرهنگستان هنر-۱۳۹۰
- کارگاه آموزشی پرفرمنس-جشنواره تئاتر فجر-۱۳۸۹
- کارگاه آموزشی بازیگری-۱۳۸۹
- کارگاه آشنایی با پایگاه‌های علمی و شیوه‌های استناد در نگرش‌های علمی- معاون پژوهشی دانشگاه هنر-۱۳۸۸
- کارگاه مقاله‌نویسی -معاون پژوهشی دانشگاه هنر-۱۳۸۸
- کارگاه آموزشی تئاتر-مرکز اسلامی انگلیس-۱۳۸۸

### گفتگو
- گفتگو با ماهنامه سینمایی فیلم -۱۳۸۸

### همکاری مؤثر در تأسیس دانشگاه، مراکز تحقیقاتی، مؤسسه‌های عالی آموزشی و پژوهشی
- طراحی و راه اندازی کتابخانه تخصصی هنر اسلامی سرپرستی علمی دانشجویان ایرانی در بریتانیا و ایرلند-۱۳۸۸ لغایت ۱۳۸۹
- مسئول راه اندازی چاپخانه دانشگاه هنر در تهران -۱۳۹۱
- مسئولیت تأسیس پردیس دانشگاهی هنر ۲–۱۳۹۲

### داوری و ویراستاری مقالات
- مقالات فصلنامه تخصصی تئاتر – ویژه پژوهش‌های تئاتری-۱۳۹۲
- مقالات علمی پژوهشی نشریه هنر نامه  - ۱۳۸۸ لغایت ۱۳۹۲
- مقالات علمی پژوهشی نشریه هنرهای زیبا -۱۳۸۸ لغایت ۱۳۹۲
- مقالات علمی پژوهشی نشریه فصلنامه تئاتر -۱۳۸۸لغایت ۱۳۹۲
- مقاله " بررسی تحول نقش دراماتورژ از یک منتفد ادبی منفعل به یک تولید گر اصلی نمایش در تئاتر انگلستان" دانشگاه هنر  - ۱۳۹۲
- مقالات علمی پژوهشی چهارمین جشنواره نمایش‌های رادیویی  -۱۳۹۲
- رسالات پانزدهمین جشنواره بین‌المللی تئاتر فجر بخش دانشگاهی ایران  -  ۱۳۹۱
- مقالات دوازدهمین، چهاردهمین و پانزدهمین دوره جایزه کتاب فصل  -  ۱۳۸۹ لغایت ۱۳۹۰
- مقاله " مقایسه و تطبیق نمایشنامه (مده آ)" – دانشکده هنرهای زیبا دانشگاه تهران  - ۱۳۸۸
- مقاله "تراژدی‌های چهارگانه شاهنامه و تبیین جنبه‌های سینمایی آنها" – دانشگاه هنر  - ۱۳۸۹
- ویرایش علمی مقاله فصلنامه هنر و اندیشه - ۱۳۸۸

### عضویت در انجمن
- انجمن کارگردانان خانه تئاتر
- انجمن بازیگران خانه تئاتر
- انجمن بازیگران خانه سینما
- انجمن مدرسان خانه سینما
- کارشناس رشته فیلم سازی، عکاسی و امور سینمایی- دبیر کمیته رشته فیلم سازی، عکاسی و امور سینمایی
- عضویت در هیات تحریریه فصلنامه علمی تخصصی جستارنامه فرهنگ و هنر اسلامی[۱]